# Patrice Beaumelle
Patrice Beaumelle (ur. 24 kwietnia 1978 w Arles) – francuski piłkarz grający na pozycji obrońcy, a po zakończeniu kariery piłkarskiej trener. Od 2020 do 2022 był selekcjonerem reprezentacji Wybrzeża Kości Słoniowej.

## Kariera piłkarska
W swojej karierze piłkarskiej Beaumelle grał w takich klubach jak: Stade Beaucairois (1986–1991) i Nîmes Olympique (1991–2000).

## Kariera trenerska
Po zakończeniu kariery piłkarskiej Beaumelle został trenerem. W 2005 roku prowadził ES Grau-du-Roi. W latach 2013–2014 był selekcjonerem reprezentacji Zambii. W 2020 został selekcjonerem reprezentacji Wybrzeża Kości Słoniowej, którą w 2022 doprowadził do 1/8 finału Pucharu Narodów Afryki 2021.